# Internationell enhet
Internationell enhet (förkortat IE) är en måttenhet som används för många medicinska preparat – exempelvis heparin, insulin och olika vitaminer. Enheten används där mol, gram eller andra exakta viktenheter inte är lämpliga.
IE är ett mått på den biologiska aktiviteten hos vissa läkemedel och vitaminer. Definitionen på IE och den biologiska testmetoden är unik för respektive ämnesslag, och bestäms av olika internationella kommittéer. Testprocedurerna bygger på att man jämför responsen från ett läkemedel eller födoämne med en känd standard som åsatts ett specifikt antal IE per mg.
Vitamin E är ett samlingsnamn på ett antal organiska substanser, så kallade tokoferoler, som är strukturellt besläktade med varandra men som har olika grader av biopotens. Syntetiskt dl-a-tokoferolacetat (hälften av höger- och hälften av vänsterisomeren) har åsatts 1 IE/mg, medan naturligt d-a-tokoferolacetat har 1,36 IE/mg. Den senare har alltså 36 procent högre biologisk aktivitet än den förra.
Om ett preparat eller livsmedel har sitt vitamin E-innehåll deklarerat i mg så motsvaras aktiviteten i form av naturligt d-a-tokoferolacetat om inget annat specificeras. En 20 mg tablett innehåller alltså 27 IE vitamin E.